# Johannes Franciscus van Bree
Johannes Franciscus van Bree (Eindhoven, 1 november 1761 - Eindhoven, 11 februari 1837) is een voormalig burgemeester van de Nederlandse stad Eindhoven. 
Van Bree werd geboren als zoon van de Eindhovense burgemeester Henricus van Bree en Maria van der Heyde. 
In 1794 was hij hoedenmaker en lid van het St. Sebastiaansgilde. Van 1805 tot 1806 was hij burgemeester van Eindhoven. In 1837 was hij rentenier.
Zijn eerste vrouw was Anna Helena van Gastel, geboren te Turnhout: zij zijn getrouwd op 30 oktober 1796 te Eindhoven, zij overleed in Eindhoven op 12 maart 1806. Hij trouwde een tweede maal, met Maria Elisabeth van Dijk, gedoopt op 9 november 1782 te Woensel, overleden te Stratum op 4 november 1826, dochter van Johannes van Dijk en Catharina van Hout.